# Liste von Bauhaus-Angehörigen aus Niedersachsen

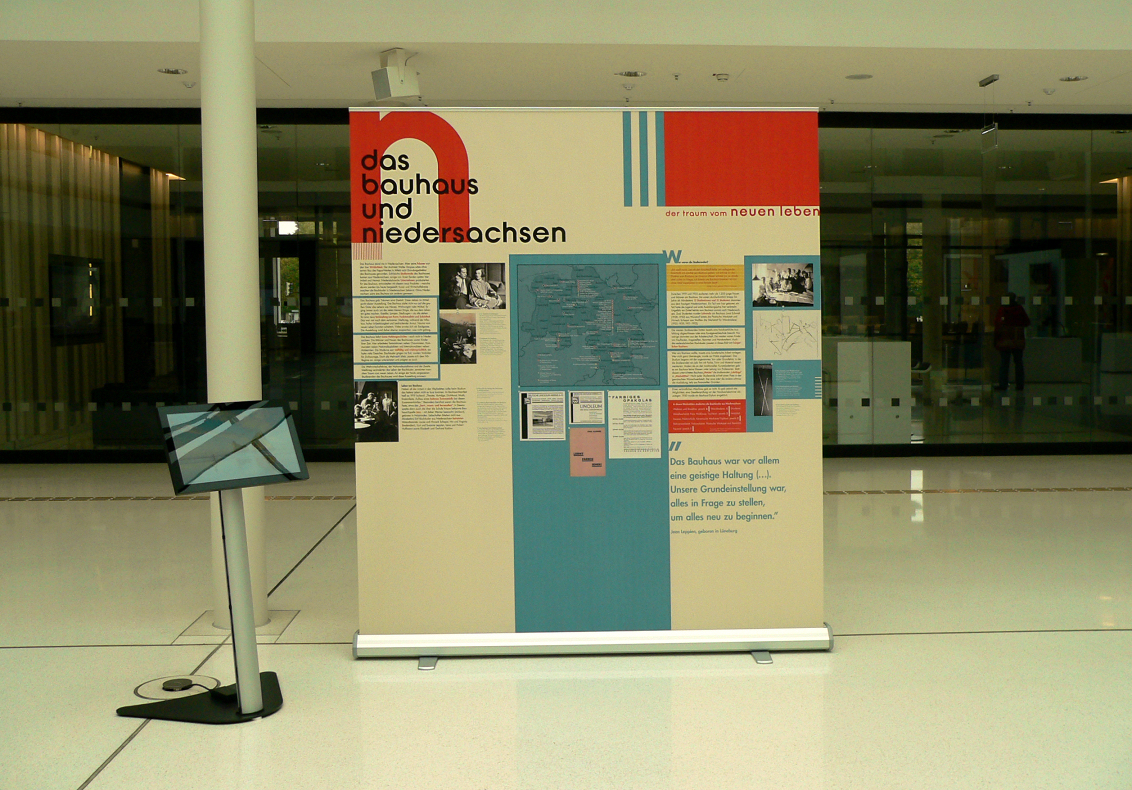
Ausstellung zu den Bauhaus-Angehörigen aus Niedersachsen im Niedersächsischen Landtag, 2019

Die Liste von Bauhaus-Angehörigen aus Niedersachsen beinhaltet Studierende des Bauhauses aus dem Gebiet des heutigen Niedersachsens. Sie umfasst 46 Personen, darunter 14 Studentinnen und 31 Studenten. Darüber hinaus gibt es sechs Personen in der Liste der Studierenden mit späterem Bezug nach Niedersachsen, die aus anderen Orten kommen. Die Auflistungen erheben keinen Anspruch auf Vollständigkeit.

## Beschreibung
Insgesamt studierten zwischen 1919 und 1933 weit über 1000 Menschen am Bauhaus. Die Zahlenangaben variieren zwischen 1260 und 1430 Studierenden.
Die Liste der Studierenden aus Niedersachsen führt Personen auf, die in Niedersachsen geboren sind oder hier ihre Jugend bzw. ihre ersten Ausbildungsjahre verbracht haben. Die meisten Studierenden hatten vor dem Studium am Bauhaus eine handwerkliche Ausbildung abgeschlossen oder eine Kunstgewerbeschule besucht. Sie waren überwiegend Kinder von Kaufleuten, Angestellten, Beamten und Handwerkern. Nur wenige stammten aus der Arbeiterschaft. Etwa ein Drittel der Studierenden kehrte nach der Zeit am Bauhaus in das Gebiet des heutigen Niedersachsens zurück.
Zwei Studierende wurden zu Lehrenden am Bauhaus. Dazu zählen Joost Schmidt aus Wunstorf, der von 1928 bis 1932 die Plastische Werkstatt leitete und Hinnerk Scheper aus Wulften, der von 1925 bis 1929 und von 1931 bis 1932 die Werkstatt für Wandmalerei am Bauhaus leitete.

### Werkstätten
Die Bauhäusler aus Niedersachsen studierten in folgenden Werkstätten:
| - Baulehre: 6 Personen - Bühnenwerkstatt: 1 Person - Bauhausdruckerei: 3 Personen - Fotowerkstatt: 1 Person - Freie Malklasse: 3 Personen | - Holzbildhauerei: 2 Personen - Keramische Werkstatt: 3 Personen - Metallwerkstatt: 3 Personen - Möbelwerkstatt, Tischlerei-Werkstatt: 3 Personen - Plastische Werkstatt: 1 Person | - Naturschule: 2 Personen - Steinbildhauerei: 2 Personen - Werkstatt für Wandmalerei: 5 Personen - Werkstatt für Weberei: 6 Personen |

### Studierende aus Niedersachsen
| Name                                        | Herkunftsort            | Lebensdaten    | Studienzeit | Werkstatt/Studienfach                       |
| ------------------------------------------- | ----------------------- | -------------- | ----------- | ------------------------------------------- |
| Eveline Burchard                            | Alfeld                  | * 1907; † 1995 | 1930–1933   | Grundlehre                                  |
| Käte Reiche                                 | Alfeld                  | * 1896         | 1919–1922   | Metallwerkstatt                             |
| Fritz Tschaschnig                           | Apen                    | * 1904         | 1929–1932   | Freie Malklasse                             |
| Hin Bredendieck                             | Aurich                  | * 1904; † 1995 | 1927–1930   | Metallwerkstatt, Ausbauwerkstatt            |
| Georg Gross (Shlomoh)                       | Bad Harzburg            | * 1906; † 1969 | 1927–1929   | Tischlerei-Werkstatt                        |
| Frieda Eck                                  | Bad Sachsa              | * 1897         | 1920        | Werkstatt für Weberei, Grundlehre           |
| Milon Harms                                 | Bad Zwischenahn         | * 1907         | 1928–1929   | Bauhausdruckerei, Buchbinderei              |
| Maria Rasch                                 | Bramsche                | * 1897; † 1959 | 1919–1923   | Werkstatt für Wandmalerei                   |
| Klaus Meumann                               | Celle                   | * 1907         | 1927–1930   | Plastische Werkstatt, Baulehre              |
| Anna-Luise Meyerholz                        | Diepholz                | * 1910         | 1929        | Grundlehre                                  |
| Martha Jaspers verh. Schenk zu Schweinsberg | Emden                   | * 1889         | 1919–1920   | Keramische Werkstatt                        |
| Margarete Meyer genannt Meyer-Thalhoff      | Göttingen               | * 1887         | 1919–1920   | Werkstatt für Weberei, Grundlehre           |
| Elisabeth Bosien                            | Hameln                  | * 1902         | 1929        | Werkstatt für Weberei                       |
| Rudolf Riege                                | Hameln                  | * 1892; † 1959 | 1919–1920   | Naturschule                                 |
| Carl Bauer                                  | Hannover                | * 1909; † 1999 | 1931–1933   | Architektur                                 |
| Heinrich Siegfried Bormann                  | Hannover                | * 1909; † 1982 | 1930–1933   | Metallwerkstatt, Bau- und Ausbau            |
| Walter Determann                            | Hannover                | * 1889; † 1960 | 1919–1922   | Architektur, Naturschule                    |
| Hans Düne                                   | Hannover                | * 1900; † 1985 | 1922–1924   | Bildhauerei                                 |
| Ita Maria Ebhardt                           | Hannover                | * 1900         | 1922        | Grundlehre                                  |
| Walter Funkat                               | Hannover                | * 1906; † 2006 | 1927–1929   | Werkstatt für Reklame                       |
| Thoma Grote                                 | Hannover                | * 1896; † 1977 | 1924–1925   | Keramische Werkstatt                        |
| Irene Hoffmann                              | Hannover                | * 1903; † 1971 | 1929–1933   | Werkstatt für Reklame, Bauhausdruckerei     |
| Friedrich (Fritz) Marby                     | Hannover                | * 1905         | 1924–1925   | Metallwerkstatt                             |
| Gerd Rexhausen                              | Hannover                | * 1906         | 1927        | Grundlehre                                  |
| Friedrich Steinwachs                        | Hannover                | * 1911         | 1930        | Grundlehre                                  |
| Adolf Georg Benno Cohrs                     | Harburg- Wilhelmsburg   | * 1908         | 1929–1932   | Malerei, Architektur                        |
| Walter F. Dirks                             | Hildesheim              | * 1901; † 1975 | 1930        | Freie Malklasse                             |
| Wolfgang Zistig                             | Hildesheim              | * 1909         | 1928–1932   | Tischlerei-Werkstatt, Ausbau-Werkstatt      |
| Werner Isaacsohn (Jackson)                  | Holzminden              | * 1904; † 1984 | 1924–1928   | Werkstatt für Wandmalerei                   |
| Jean Leppien                                | Lüneburg                | * 1910; † 1991 | 1929–1930   | Freie Malklasse                             |
| Hellmut von Erffa                           | Lüneburg                | * 1900; † 1979 | 1921–1922   | Grundlehre                                  |
| Wolfram von Erffa                           | Lüneburg                | * 1901; † 1980 | 1924        | Architektur                                 |
| Eva Oberdieck-Deutschbein                   | Meensen                 | * 1898; † 1973 | 1923–1926   | Keramische Werkstatt                        |
| Wolfram Guericke                            | Großherzogtum Oldenburg | * 1912         | 1932        | Grundklasse                                 |
| Hans Martin Fricke                          | Oldenburg               | * 1906; † 1994 | 1922–1926   | Tischlerei-Werkstatt                        |
| Hermann Gautel                              | Oldenburg               | * 1905; † 1945 | 1927–1931   | Metallwerkstatt, Bau- und Ausbau            |
| Margarete Willers                           | Oldenburg               | * 1883; † 1977 | 1921–1923   | Werkstatt für Weberei                       |
| Karl Schwoon                                | Oldenburg               | * 1908; † 1976 | 1927–1931   | Bauhausdruckerei, Werkstatt für Wandmalerei |
| Friedrich Vordemberge-Gildewart             | Osnabrück               | * 1899; † 1962 | 1923        | Buchbinderei                                |
| Hermann Scheper                             | Osnabrück               | * 1892         | 1921        | Grundlehre                                  |
| Gerhard Kadow                               | Uelzen                  | * 1909; † 1981 | 1929–1932   | Werkstatt für Weberei                       |
| Elisabeth Ahrens                            | Wilhelmshaven           | * 1912; † 2012 | 1929–1932   | Werkstatt für Weberei                       |
| Lili Gräf                                   | Wolfenbüttel            | * 1897; † 1975 | 1919–1921   | Bildhauerei                                 |
| Hinnerk Scheper                             | Wulften                 | * 1897; † 1957 | 1919–1923   | Werkstatt für Wandmalerei                   |
| Joost Schmidt                               | Wunstorf                | * 1893; † 1948 | 1919–1924   | Typografie                                  |

### Studierende mit späterem Bezug nach Niedersachsen
Die Liste der Studierenden mit späterem Bezug nach Niedersachsen führt Personen auf, die nicht in Niedersachsen geboren oder aufgewachsen sind, aber nach ihrem Studium am Bauhaus hier tätig waren.
| Name               | Tätigkeitsort in Niedersachsen | Geburtsort          | Lebensdaten    | Studienzeit | Werkstatt/Studienfach             |
| ------------------ | ------------------------------ | ------------------- | -------------- | ----------- | --------------------------------- |
| Kurt Schwerdtfeger | Alfeld                         | Deutsch Puddiger    | * 1897; † 1966 | 1920–1924   | Bildhauerei                       |
| Katt Both          | Celle                          | Waldkappel          | * 1905; † 1985 | 1924–1928   | Tischlerei-Werkstatt, Architektur |
| Hermann Bunzel     | Celle                          | Neustadt bei Coburg | * 1901; † 1985 | 1927–1929   | Bau- und Ausbau                   |
| Walter Tralau      | Celle                          | Bad Segeberg        | * 1904; † 1975 | 1927–1929   | Architektur                       |
| Hans Pistorius     | Göttingen                      | Haßleben            | * 1902; † 1972 | 1921–1923   | Metallwerkstatt                   |
| Otto Umbehr        | Hannover                       | Düsseldorf          | * 1902; † 1980 | 1920–1922   | Metallwerkstatt                   |

## Rezeption
Die Ausstellung „Der Traum vom neuen Leben – Niedersachsen und das Bauhaus“ im Niedersächsischen Landtag präsentierte 2019 unter anderem aus Niedersachsen stammende Angehörige des Bauhauses. Sie fand aus Anlass des hundertjährigen Jubiläums der Gründung des Bauhauses von 1919 statt.